# 圭亚那奥林匹克协会
圭亚那奥林匹克协会（英語：Guyana Olympic Association，IOC编码：GUY）是代表圭亚那的国家奥林匹克委员会。圭亚那奥林匹克协会成立于1935年，并于1948年获得国际奥林匹克委员会的认可。该组织也是泛美体育组织的成员。